# 오르마라

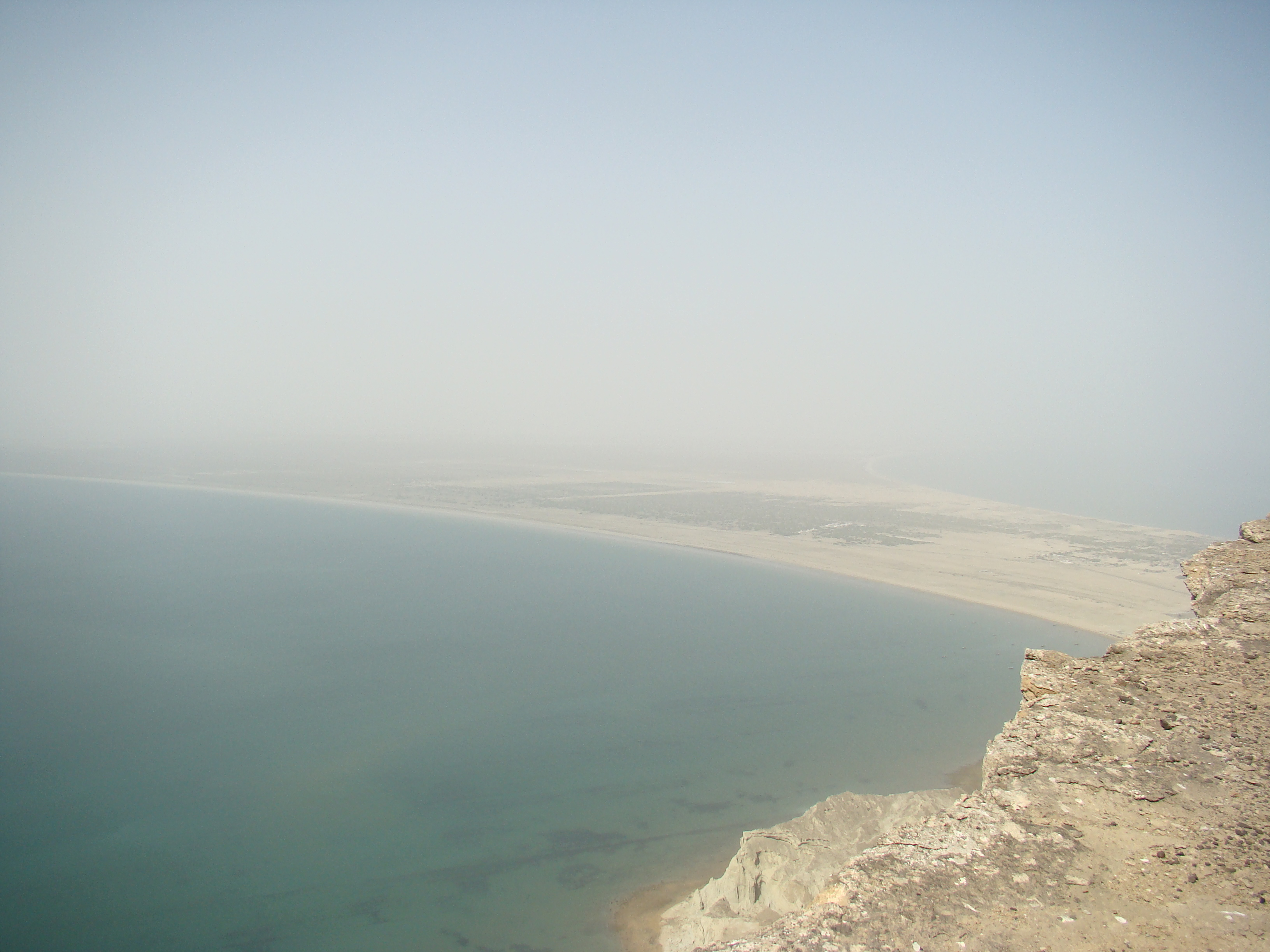

오르마라(우르두어: اورمارا, 영어: Ormara)는 파키스탄 발루치스탄 주 남부에 위치한 항구 도시로, 아라비아해와 접한다.